# Emil Schreiterer
Emil Schreiterer (* 26. Januar 1852 in Reichenbach im Vogtland; † 27. Oktober 1923 in Köln; vollständiger Name: Wilhelm Emil Schreiterer) war ein deutscher Architekt und Mitbegründer des Bundes Deutscher Architekten (BDA).

## Leben

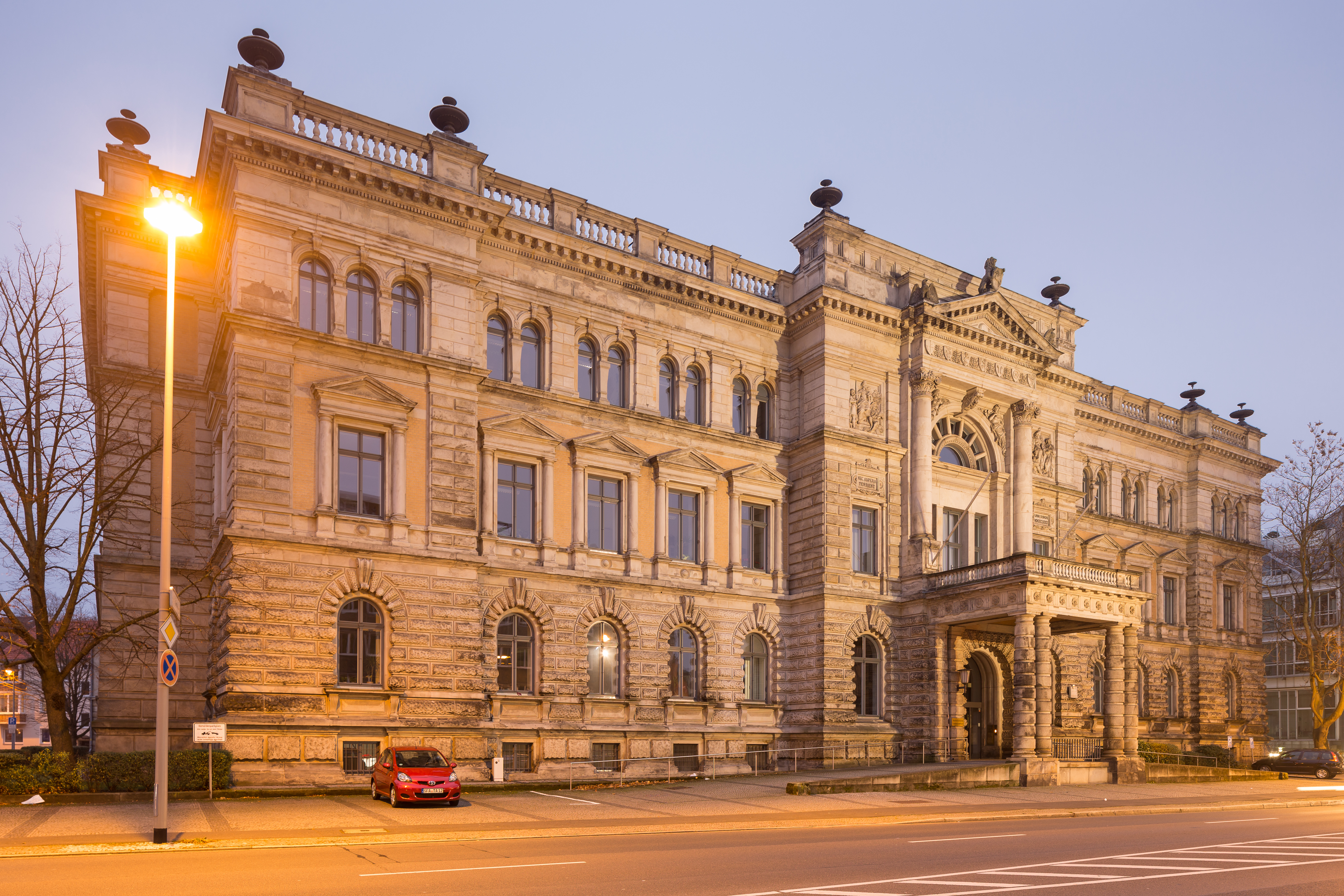
Ehemaliges Provinzial-Ständehaus in Hannover

Emil Schreiterer studierte an der Technischen Hochschule Stuttgart, wo er den späteren hannoverschen Bildhauer, Architekten und Museumsleiter Hermann Narten als Studienfreund gewann.
1872 arbeitete Schreiterer dem Bauunternehmer und Architekten Ferdinand Wallbrecht in Hannover zusammen beim Bau der Villa Caspar (Parkstraße 2, später Wilhelm-Busch-Straße 8). Die im Auftrag der Hannoverschen Baugesellschaft errichtete Villa wurde 1874 für den Bankier Bernhard Caspar fertiggestellt.
1873 arbeitete Schreiterer erneut mit Hermann Narten zusammen bei der Innenausstattung des Herrenhauses auf dem Rittergut Rosenthal bei Peine.
1878 schuf Schreiterer in Hannover gemeinsam mit Ferdinand Wallbrecht das damalige Eckhaus Kanalstraße 11 / Nordmannstraße, in dem dann die Back- und Puddingpulverfabrik Meine & Liebig ihre Geschäftsräume bezog.
Ebenfalls in Hannover und wieder in Zusammenarbeit mit Ferdinand Wallbrecht entstand von 1879 bis 1881 am Schiffgraben das Provinzial-Ständehaus, das der Selbstverwaltung der preußischen Provinz Hannover diente, bevor es zum Sitz des Niedersächsischen Finanzministeriums wurde. Schreiterers Freund Hermann Narten trug dazu die Bauplastik bei.
Schreiterer hielt sich längere Zeit in Italien auf, bevor er sich im Jahr 1882 in Köln niederließ. Dort assoziierte er sich kurz danach mit dem Architekten Louis Schreiber zum Architekturbüro Schreiterer & Schreiber. 1887 wirkte Schreiterers früherer Studienfreund Hermann Narten bei Schreiterer in Köln.
Nach der Geburt seines Sohnes Gottfried Schreiterer wurde Emil Schreiterer im Jahr 1891 eines der Gründungsmitglieder der Vereinigung Kölner Privatarchitekten. Im selben Jahr verband er sich mit Bernhard Below zum Architekturbüro Schreiterer & Below. 1903 waren beide Architekten Mitbegründer des Bundes Deutscher Architekten (BDA).
Emil Schreiterer starb am 27. Oktober 1923 in Köln im Alter von 71 Jahren. Danach wurde das Büro Schreiterer & Below weitergeführt von Bernhard Below, Schreiterers Sohn Gottfried Schreiterer und Albert Passauer.
1975 wurde in Köln-Weiden der Emil-Schreiterer-Platz nach ihm benannt.

## Bauten (bis 1882)
- 1872[3]–1874[5]: Villa Caspar in Hannover, Parkstraße 2 (später Wilhelm-Busch-Straße 8) (mit Ferdinand Wallbrecht; nicht erhalten)[3]
- 1873: Innenausstattung des Herrenhauses auf Rittergut Rosenthal bei Peine (mit Hermann Narten)[6]
- 1877: Gebäude des Königlichen Medizinal-Kollegiums für Anatomie in Hannover, Lavesstraße 20 (später Berliner Allee 49 / Walter-Gieseking-Straße) (mit Ferdinand Wallbrecht; nicht erhalten)[3]
- 1878: Gebäude Kanalstraße 11 / Nordmannstraße (später Georgstraße 19 / Kanalstraße) in Hannover (mit Ferdinand Wallbrecht; nicht erhalten)[7][3]
- 1879: Gebäude Nordmannstraße 20 / Georgstraße in Hannover (mit Ferdinand Wallbrecht; nicht erhalten; Grundstück zur Verbreiterung der Georgstraße aufgelassen)[3]
- 1879–1881: Provinzial-Ständehaus in Hannover (später Sitz des Niedersächsischen Finanzministeriums)[9]

(Die Bauten nach 1882 sind im Artikel Schreiterer & Below aufgelistet.)